# Richard Brancart
Richart Brancart (13 maart 1922 - 4 september 1990) was een Belgische atleet, die gespecialiseerd was in de middellange afstand. Hij nam eenmaal deel aan de Europese kampioenschappen en veroverde vier Belgische titels.

## Biografie
Brancart behaalde tussen 1941 en 1946 vier Belgische titels op de 800 m. In 1945 verbeterde hij het Belgisch record van Joseph Mostert naar 1.52,3. In 1946 nam hij deel aan de Europese kampioenschappen in Oslo, waar hij achtste werd in de finale.

### Clubs
Brancart was aangesloten bij Racing Club Brussel.

## Belgische kampioenschappen
| Onderdeel | Jaar                   |
| --------- | ---------------------- |
| 800 m     | 1941, 1943, 1945, 1946 |

## Persoonlijk record
| Onderdeel | Prestatie               | Datum            | Plaats |
| --------- | ----------------------- | ---------------- | ------ |
| 800 m     | 1.52,3 s (ex-nat. rec.) | 26 augustus 1945 | Parijs |

## Palmares

### 800 m
- 1941:  BK AC – 1.58,5
- 1943:  BK AC – 1.56,9
- 1945:  BK AC – 1.55,5
- 1946:  BK AC – 1.55,3
- 1946: 8e EK in Oslo – 2.02,2

## Onderscheidingen
- 1944: Grote Ereprijs KBAB